# Agio (beleggen)
Agio (Nederland) of uitgiftepremie (België) is het bedrag dat een belegger of ondernemer boven de nominale waarde op een aandeel stort. De prijs, of koers, van een aandeel is opgebouwd uit de nominale waarde plus het agio.
Aandelen hebben (in België en Nederland) altijd een nominale waarde. Bij uitgifte zal deze moeten worden gestort. In beginsel hoeft voor een bv maar 1/4 te worden gestort (artikel 191 lid 1 boek 2 Burgerlijk Wetboek), maar de vennootschap kan altijd volstorting vorderen. De som van de nominale bedragen is het geplaatste kapitaal. Bij aankoop van aandelen van een nv moet het eventueel bedongen uitgiftepremie of agio onmiddellijk geheel worden gestort (artikel 80 lid 1 boek 2 burgerlijk wetboek). Bij de bv wordt over agio niet gesproken. De vennootschap krijgt het bedrag, waarmee zij haar bedrijf kan voeren, en de aandeelhouder krijgt het aandeel dat stemrecht geeft en recht op een aandeel in de winst. Nu kan een aandeel echter in waarde stijgen. De vennootschap maakt bijvoorbeeld winst, die gereserveerd wordt (maar die dus potentieel als dividend kan worden uitgekeerd). Ook kan het een beursvennootschap betreffen, waarvan de markt hoge verwachtingen heeft. Men ziet dan dat de prijs of koers van het aandeel boven de nominale waarde uitstijgt. Na verloop van tijd zal dus een belegger bereid zijn boven op de nominale waarde een beetje (of heel veel) extra te betalen. Er is agio ontstaan.
Disagio of een negatieve uitgiftepremie is het tegengestelde concept. Wanneer een vennootschap zeer slecht presteert, zal de waarde van het aandeel dalen. Dit kan tot nominaal (pari), maar soms duikt de koers beneden pari en ontstaat disagio. Disagio is dus het negatieve verschil tussen de koers en de nominale waarde.
De belegger is dan niet meer bereid de volle nominale waarde te betalen, omdat de vennootschap blijkbaar zo slecht presteert, dat de marktwaarde beneden het oorspronkelijke eigen vermogen is gekelderd. Voor een vennootschap is dit zeer vervelend. Deze zal misschien nieuwe aandelen willen plaatsen om geld binnen te halen, maar de wet verbiedt uitgifte beneden pari. De vennootschap zal dus, wanneer niets gebeurt, de aandelen tegen de nominale waarde moeten uitgeven, maar zal er dan zeker van zijn dat niemand ze zal willen hebben. Een oplossing is om via statutenwijziging de nominale waarde van de aandelen te verlagen. Statutenwijzigingen kunnen alleen plaatsvinden door deze bij de notaris te laten passeren. 
Het maatschappelijk kapitaal is het maximale bedrag waarvoor aandelen kunnen worden uitgegeven. Het maatschappelijk kapitaal kan alleen worden vergroot door statutenwijziging. Het geplaatste kapitaal moet bij een nv minimaal 1/5 van het maatschappelijk kapitaal zijn (artikel 67 lid 4 boek 2 burgerlijk wetboek). Een nv heeft dus een vrij grote speelruimte om het kapitaal te verminderen of te vermeerderen door aandelen uit te geven of in te trekken. Voor een nv is dit minimum 45 000 euro. De bv kent sinds de invoering van de nieuwe Flex-bv eind 2012 geen minimum meer voor het maatschappelijk kapitaal. Dit minimum kan sinds de invoering dus ook op 1 eurocent gesteld worden. Wel kan in de statuten voor een minimum worden gekozen. Dit is echter optioneel. Voor de nv zijn veel regels hetzelfde als bij de bv maar er zijn belangrijke afwijkingen. Een voorbeeld is dat de agio bij aankoop van aandelen van een bv nog niet direct gestort hoeft te worden en bij een nv wel (artikel 80 lid 1 boek 2 burgerlijk wetboek).
Een belangrijk verschil tussen een bv en nv in het algemeen is dat een aandeel van een bv niet vrij verhandelbaar is. In de statuten van een bv kan bijvoorbeeld een regeling staan waardoor bestaande aandeelhouders eerst de kans krijgen aandelen te kopen. Een aandeel van een nv kan wel vrij op de beurs worden verhandeld.